# Синдром ROHHAD
Синдром ROHHAD (англ. Rapid-onset Obesity with Hypothalamic dysfunction, Hypoventilation and Autonomic Dysregulation — Быстро развивающееся ожирение с дисфункцией гипоталамуса, гиповентиляцией и спонтанной дисрегуляцией) — крайне редкое заболевание, поразившее около 77 человек по всему миру. Представляет собой внезапное ожирение, вызванное дисфункцией гипоталамуса, гиповентиляцией легких и автономной дисрегуляцией.
У больных ROHHAD, как и у больных с синдромом врожденной центральной гиповентиляцией, поражается участок мозга, отвечающий за автономное дыхание (пациент перестает дышать — уровень CO2 в крови повышается, но он не чувствует этого: не начинает задыхаться, не чувствует недомогания). Синдром ROHHAD является неизлечимым и потенциально смертельным. Диего Изе-Лудлоу (Diego Ize-Ludlow) в своей работе 2007 года рассматривает 15 пациентов с синдромом ROHHAD.

## Патогенез
Синдром центральной гиповентиляции — неоднородная группа болезней, которые иногда ошибочно считаются схожими. Паравидный гомеобокс 2В в 2009 году назвали возбудителем данной болезни у пациентов с синдромом врожденной центральной гиповентиляции, патологического состояния новорожденных. Однако эта генетическая мутация не наблюдается у новорожденных с синдромом центральной гиповентиляции с поздним началом или дисфункцией гипоталамуса.

## Симптомы
Синдром может проявляться по-разному, но главными симптомами являются:
- булимия и ожирение к 10 годам (в среднем — к 3 годам);
- респираторные болезни;
- альвеолярная гиповентиляция (наступает в среднем в возрасте 6 лет 2-3 месяцев);
- кардиореспираторная остановка;
- отсутствие реакции на повышение в крови углекислого газа;
- синдром обструктивного апноэ во сне.

## Прогноз и лечение
В настоящее время не существует официально одобренных диагностических методов или лечения синдрома ROHHAD. У каждого пациента описанные выше симптомы наблюдаются в разном возрасте, хотя практически все симптомы присутствуют при постановке диагноза. Во многих случаях диагноз ставится неверно или вообще не ставится до тех пор, пока не развивается альвеолярная гиповентиляция.
Одним из способов предотвращения развития болезни называются ежедневные спортивные тренировки и специальная диета.